# Speedski-Weltcup 2024
Der Speedski-Weltcup 2024 begann am 27. Januar 2024 in Vars (Frankreich) und endete am 25. März 2024 am selben Ort. 
Parallel zum Weltcup mit der Klasse S1 wurden auch wieder FIS-Rennen für alle Speedski-Klassen, von S1, S2 (ehemals SDH (Speed Downhill)) und S2 Junior, an den gleichen Orten ausgetragen.

## Weltcupwertung
| Rang | Athlet           | Punkte |
| ---- | ---------------- | ------ |
| 1    | Simone Origone   | 300    |
| 2    | Simon Billy      | 240    |
| 3    | Tawny Wagstaff   | 155    |
| 4    | Bastien Montes   | 146    |
| 5    | Radim Palan      | 141    |
| 6    | Olof Abrahamsson | 109    |
| 7    | Marc Amann       | 108    |
| 8    | Ugo Portal       | 84     |
| 9    | Ivan Origone     | 80     |
| 10   | Philippe May     | 76     |

| Rang | Athletin                | Punkte |
| ---- | ----------------------- | ------ |
| 1    | Valentina Greggio       | 300    |
| 2    | Cléa Martinez           | 240    |
| 3    | Mathilda Persson        | 170    |
| 4    | Agnes Abrahamsson       | 150    |
| 5    | Cornelia Thun Sandstrom | 135    |
| 6    | Marta Visa Carol        | 112    |
| 7    | Maelle Loridon          | 109    |
| 8    | Siri Kling Andersson    | 81     |
| 9    | Sylvie Hudeckova        | 32     |

## Podestplatzierungen Herren
| Datum           | Ort  | 1. Platz       | 2. Platz    | 3. Platz       |
| --------------- | ---- | -------------- | ----------- | -------------- |
| 27. Januar 2024 | Vars | Simone Origone | Simon Billy | Tawny Wagstaff |
| 28. Januar 2024 | Vars | Simone Origone | Simon Billy | Bastian Montes |
| 25. März 2024   | Vars | Simone Origone | Simon Billy | Radim Palan    |

## Podestplatzierungen Damen
| Datum           | Ort  | 1. Platz          | 2. Platz      | 3. Platz          |
| --------------- | ---- | ----------------- | ------------- | ----------------- |
| 27. Januar 2024 | Vars | Valentina Greggio | Cléa Martinez | Mathilda Persson  |
| 28. Januar 2024 | Vars | Valentina Greggio | Cléa Martinez | Mathilda Persson  |
| 25. März 2024   | Vars | Valentina Greggio | Cléa Martinez | Agnes Abrahamsson |